# Manuel Compañy
Manuel Compañy Abad (Orusco, 1858-Madrid, 13 de enero de 1909) —o simplemente Compañy— fue un fotógrafo español.

## Biografía

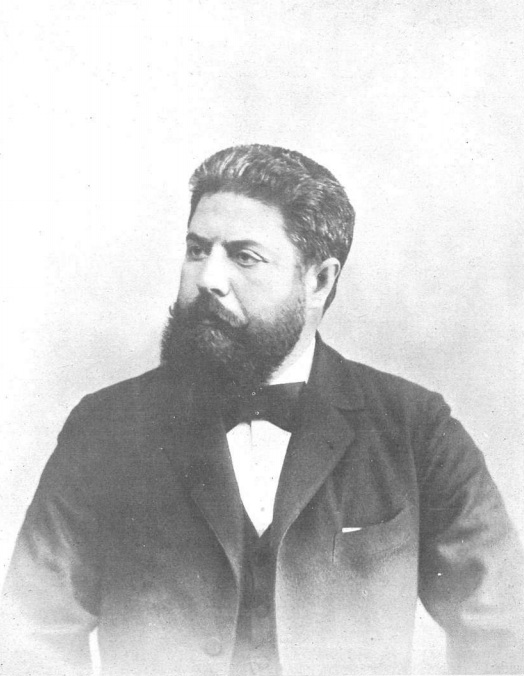
Joaquín Costa fotografiado por Manuel Compañy.

Fue uno de los fotógrafos retratistas más populares y reconocidos del país. Desarrolló su labor principalmente en la ciudad de Madrid y para él trabajaron importantes fotógrafos de comienzos del siglo xx como José L. Demaría López «Campúa», Alfonso Sánchez García, "Alfonso", o Eduardo Rodríguez Cabezas Dubois. Abrió su primer estudio en torno a 1880; las sedes de sus estudios fueron: la calle Fuencarral 29 y en la calle de La Visitación 1, además de la galería Greco en Alcalá 29. Hacia los años 1897 y 1898 instaló un estudio en Toledo.
Estuvo como reportero en la guerra de Margallo, lo que le otorgó mayor exposición en la prensa. También colaboró con la revista Blanco y Negro.